# 雙鏈RNA病毒目
雙鏈RNA病毒目（学名：Durnavirales）为双链RNA小病毒纲的一个目。

## 下级分类
本目包括以下科：
- 混合病毒科 Amalgaviridae
- 弯曲病毒科 Curvulaviridae
- 低毒性病毒科 Hypoviridae
- 分體病毒科 Partitiviridae
- 小双节段RNA病毒科 Picobirnaviridae